# Кэмп-Бондстил
Кэмп-Бондстил (англ. Camp Bondsteel) — основная военная база американского контингента в составе международной миссии KFOR на территории Косово. Расположена возле города Урошевац, на ней находится штаб-квартира Многонациональной оперативной группировки «Восток» под командованием США. База названа в честь штаб-сержанта Джеймса Бондстила (англ. James Bondsteel), удостоенного во время Вьетнамской войны высшей военной награды США — Медали Почёта.
Базу начали строить в 1999 году после бомбардировок Югославии и введения в Косово и Метохию контингента НАТО. Армейские инженеры совместно с частной компанией KBR, Inc., которая также взяла на себя обслуживание базы, закончили строительство «Кэмп-Бондстил» к лету 2000 года. Площадь Бондстил составляет 3,86 км² (955 акров), длина внешнего периметра — около 11,3 км (7 миль). Вопреки некоторым утверждениям, Бондстил не является крупнейшей американской базой в Европе — площадь военно-воздушной базы Рамштайн (Германия) превышает 3000 акров.
База имеет собственный водопровод, телевидение, кинотеатр, торговый центр, площадки для футбола, баскетбола, волейбола и гольфа, библиотеку, крытый бассейн, бетонированные бомбоубежища.